# HD 240429 et HD 240430
HD 240429 et HD 240430, surnommées de façon non officielle respectivement Krios et Kronos, sont deux étoiles naines jaunes brillantes comobiles situées à environ 103 pc (∼336 al) de la Terre, dans la constellation de Cassiopée. Les étoiles sont séparées d'environ 0,6 parsec (~2 années-lumière) et, bien que les deux soient similaires, HD 240430 est significativement enrichie en éléments réfractaires et marginalement enrichie en éléments (modérément) volatils, contrairement à HD 240429 dont la composition est très proche de celle du Soleil. Par ailleurs, HD 240430 a une abondance de lithium anormalement élevée en surface, environ 3 fois plus grande que HD 240429 (respectivement ~500 et ~200 fois élevées que pour le Soleil). Semyeong Oh et ses collaborateurs estiment que HD 240430 aurait donc englouti environ 15 masses terrestres de matériaux rocheux. HD 240430 a été en conséquence surnommée Kronos par les auteurs, d'après le titan de la mythologie grecque qui a dévoré tous ses enfants (sauf Zeus), alors que HD 240429 a reçu pour sa part le surnom de Krios, d'après un des frères du Kronos mythologique.

## HD 240429
Désignations

## HD 240430
Désignations